# UCI Women's World Tour 2016
L'UCI Women's World Tour 2016, prima edizione della competizione, si svolse su diciassette eventi dal 5 marzo all'11 settembre 2016. Le corse che lo costituirono furono dodici in linea, quattro a tappe e una cronometro a squadre.
La vittoria della classifica individuale fu della statunitense Megan Guarnier, mentre la classifica a squadre vide prevalere la formazione olandese Boels-Dolmans Cycling Team; la classifica Under-23 fu vinta dalla polacca Katarzyna Niewiadoma.

## Calendario
| #  | Data         | Evento                                            | Vincitrice                 | Squadra                     | Leader della Cl. mondiale |
| -- | ------------ | ------------------------------------------------- | -------------------------- | --------------------------- | ------------------------- |
| 1  | 5 marzo      | Strade Bianche (2016)                             | Elizabeth Armitstead       | Boels-Dolmans Cycling Team  | Elizabeth Armitstead      |
| 2  | 12 marzo     | Ronde van Drenthe (2016)                          | Chantal Blaak              | Boels-Dolmans Cycling Team  | Anna van der Breggen      |
| 3  | 20 marzo     | Trofeo Alfredo Binda - Comune di Cittiglio (2016) | Elizabeth Armitstead       | Boels-Dolmans Cycling Team  | Elizabeth Armitstead      |
| 4  | 27 marzo     | Gand-Wevelgem (2016)                              | Chantal Blaak              | Boels-Dolmans Cycling Team  | Chantal Blaak             |
| 5  | 3 aprile     | Giro delle Fiandre (2016)                         | Elizabeth Armitstead       | Boels-Dolmans Cycling Team  | Elizabeth Armitstead      |
| 6  | 20 aprile    | Freccia Vallone (2016)                            | Anna van der Breggen       | Rabo-Liv Women Cycling Team | Elizabeth Armitstead      |
| 7  | 6-8 maggio   | Tour of Chongming Island (2016)                   | Chloe Hosking              | Wiggle-High5                | Elizabeth Armitstead      |
| 8  | 19-22 maggio | Tour of California (2016)                         | Megan Guarnier             | Boels-Dolmans Cycling Team  | Megan Guarnier            |
| 9  | 5 giugno     | Philadelphia International Cycling Classic (2016) | Megan Guarnier             | Boels-Dolmans Cycling Team  | Megan Guarnier            |
| 10 | 15-19 giugno | The Women's Tour (2016)                           | Elizabeth Armitstead       | Boels-Dolmans Cycling Team  | Megan Guarnier            |
| 11 | 1º-10 luglio | Giro Rosa (2016)                                  | Megan Guarnier             | Boels-Dolmans Cycling Team  | Megan Guarnier            |
| 12 | 24 luglio    | La Course by Le Tour de France (2016)             | Chloe Hosking              | Wiggle-High5                | Megan Guarnier            |
| 13 | 30 luglio    | Prudential Ride London Grand Prix (2016)          | Kirsten Wild               | Hitec Products              | Megan Guarnier            |
| 14 | 19 agosto    | Open de Suède Vargarda TTT (2016)                 | Boels-Dolmans Cycling Team | Boels-Dolmans Cycling Team  | Megan Guarnier            |
| 15 | 21 agosto    | Open de Suède Vargarda (2016)                     | Emilia Fahlin              | ALÉ-Cipollini               | Megan Guarnier            |
| 16 | 27 agosto    | Grand Prix de Plouay-Bretagne (2016)              | Eugenia Bujak              | BTC City Ljubljana          | Megan Guarnier            |
| 17 | 11 settembre | Madrid Challenge by La Vuelta (2016)              | Jolien D'Hoore             | Wiggle-High5                | Megan Guarnier            |

## Classifiche finali
Dati aggiornati al 12 settembre 2016.
| Pos. | Corridore            | Squadra       | Punti |
| ---- | -------------------- | ------------- | ----- |
| 1    | Megan Guarnier       | Boels-Dolmans | 946   |
| 2    | Leah Kirchmann       | Liv-Plantur   | 624   |
| 3    | Elizabeth Armitstead | Boels-Dolmans | 545   |
| 4    | Chantal Blaak        | Boels-Dolmans | 541   |
| 5    | Elisa Longo Borghini | Wiggle-High5  | 523   |
| 6    | Evelyn Stevens       | Boels-Dolmans | 519   |
| 7    | Anna van der Breggen | Rabo-Liv      | 492   |
| 8    | Emma Johansson       | Wiggle-High5  | 463   |
| 9    | Chloe Hosking        | Wiggle-High5  | 450   |
| 10   | Marianne Vos         | Rabo-Liv      | 442   |

| Pos. | Corridore Under-23   | Squadra      | Punti |
| ---- | -------------------- | ------------ | ----- |
| 1    | Katarzyna Niewiadoma | Rabo-Liv     | 36    |
| 2    | Floortje Mackaij     | Liv-Plantur  | 18    |
| 3    | Sheyla Gutiérrez     | Cylance      | 18    |
| 4    | Jip van den Bos      | Parkhotel V. | 14    |
| 5    | Lotte Kopecky        | Lotto-Soudal | 12    |
| 6    | Alice Barnes         | Drops        | 10    |
| 7    | Alexis Ryan          | Canyon-SRAM  | 10    |
| 8    | Chanella Stougje     | Parkhotel V. | 6     |
| 9    | Chloé Dygert         | Twenty16     | 6     |
| 10   | Ilaria Sanguineti    | BePink       | 6     |

| Pos. | Squadra                        | Punti |
| ---- | ------------------------------ | ----- |
| 1    | Boels-Dolmans Cycling Team     | 2894  |
| 2    | Wiggle-High5                   | 2245  |
| 3    | Rabo-Liv Women Cycling Team    | 1853  |
| 4    | Canyon-SRAM Racing             | 1031  |
| 5    | Team Liv-Plantur               | 840   |
| 6    | Cervélo-Bigla Pro Cycling Team | 794   |
| 7    | Orica-AIS                      | 691   |
| 8    | ALÉ-Cipollini                  | 645   |
| 9    | Hitec Products                 | 461   |
| 10   | Lensworld-Zannata              | 433   |